# Tyndall Mountains
Tyndall Mountains är ett berg i Antarktis. Det ligger i Västantarktis. Argentina, Chile och Storbritannien gör anspråk på området. Toppen på Tyndall Mountains är 1 148 meter över havet.
Terrängen runt Tyndall Mountains är huvudsakligen kuperad, men åt nordost är den platt. Trakten är obefolkad. Det finns inga samhällen i närheten. 